# Scleroderma (chi nấm)
Scleroderma là một chi nấm, thuộc bộ Boletales, phân bộ Sclerodermatineae.